# Distretto di Tamási
Il distretto di Tamási (in ungherese Tamási járás) è un distretto dell'Ungheria, situato nella provincia di Tolna.